# Montadas
Montadas este un oraș în Paraíba (PB), Brazilia.